# Новошичі
Ново́шичі — село Дрогобицького району Львівської області.

## Історія
Село Новошичі засновано у 1300 році. За переказами старожилів село було розміщене на березі річки Бистриці і мало назву Сичі, наче б то від птахів, які водилися в лозах. Через постійні виливи річки село зазнавало великих збитків і люди з часом почали будувати свої житла вище, на пагорбах, де розташоване сучасне село. Так і утворились Нові Сичі, які згодом перейменовані в село Новошичі.
Перша письмова згадка про село датується 10 листопада (18 листопада за новим стилем) 1377 року.
В 1791 році побудована дерев'яна церква Покрови Пресвятої Богородиці.
Також у селі мав свій маєток, мури якого збереглись до сьогоднішнього часу, пан Штілецький, який дбав про село і забезпечував місцевих людей роботою. За кошти пана був збудований костел св. Казимира, який освячено у 1926 році. З початку 1939 року костел було зачинено. Після війни використовувався, як складське приміщення.
8 липня 2012 р. освячено новий храм Верховних апостолів Петра і Павла, яке здійснив преосвященніший владика Ярослав (Приріз) - єпископ Самбірсько-Дрогобицької єпархії УГКЦ.

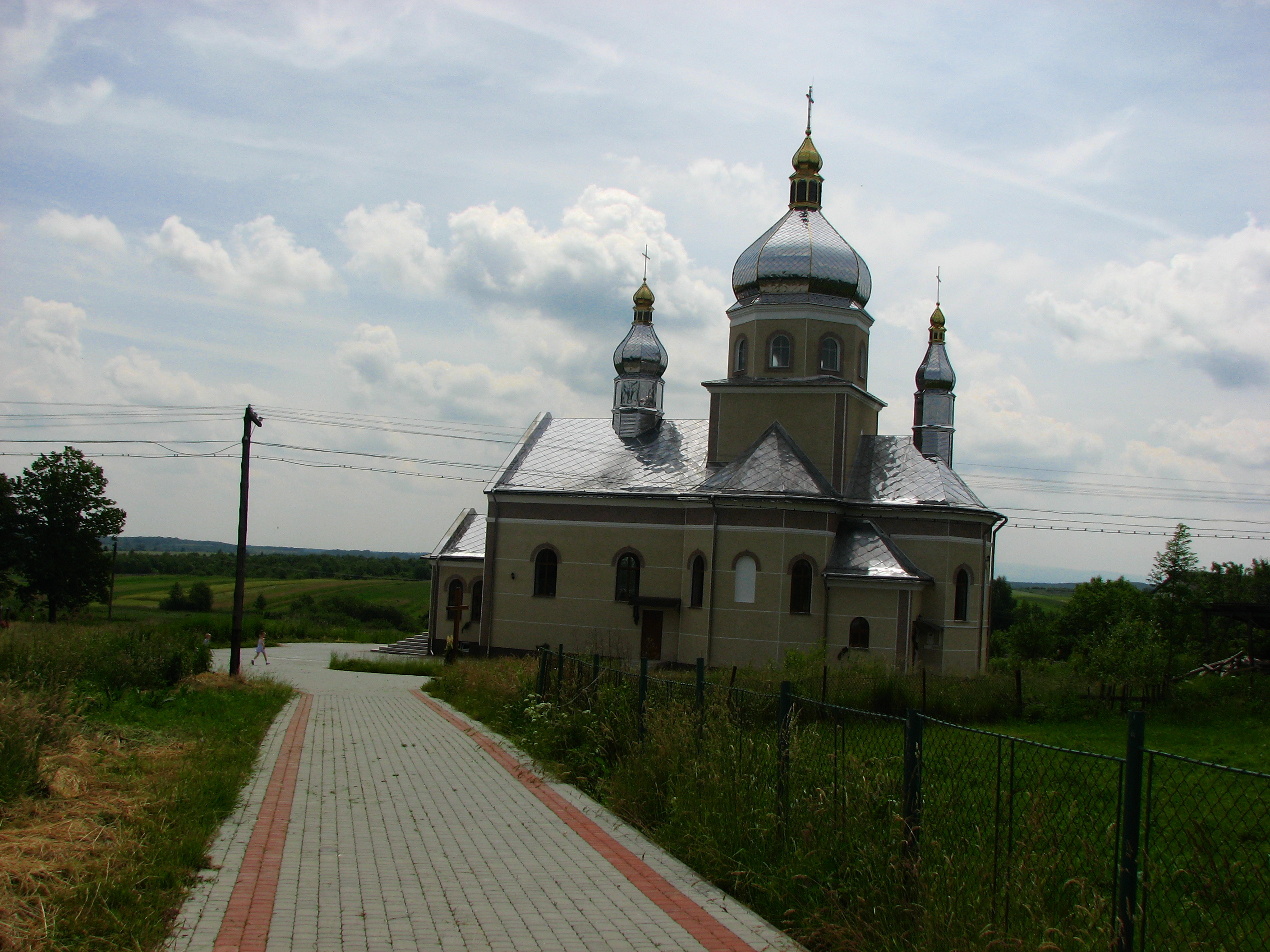
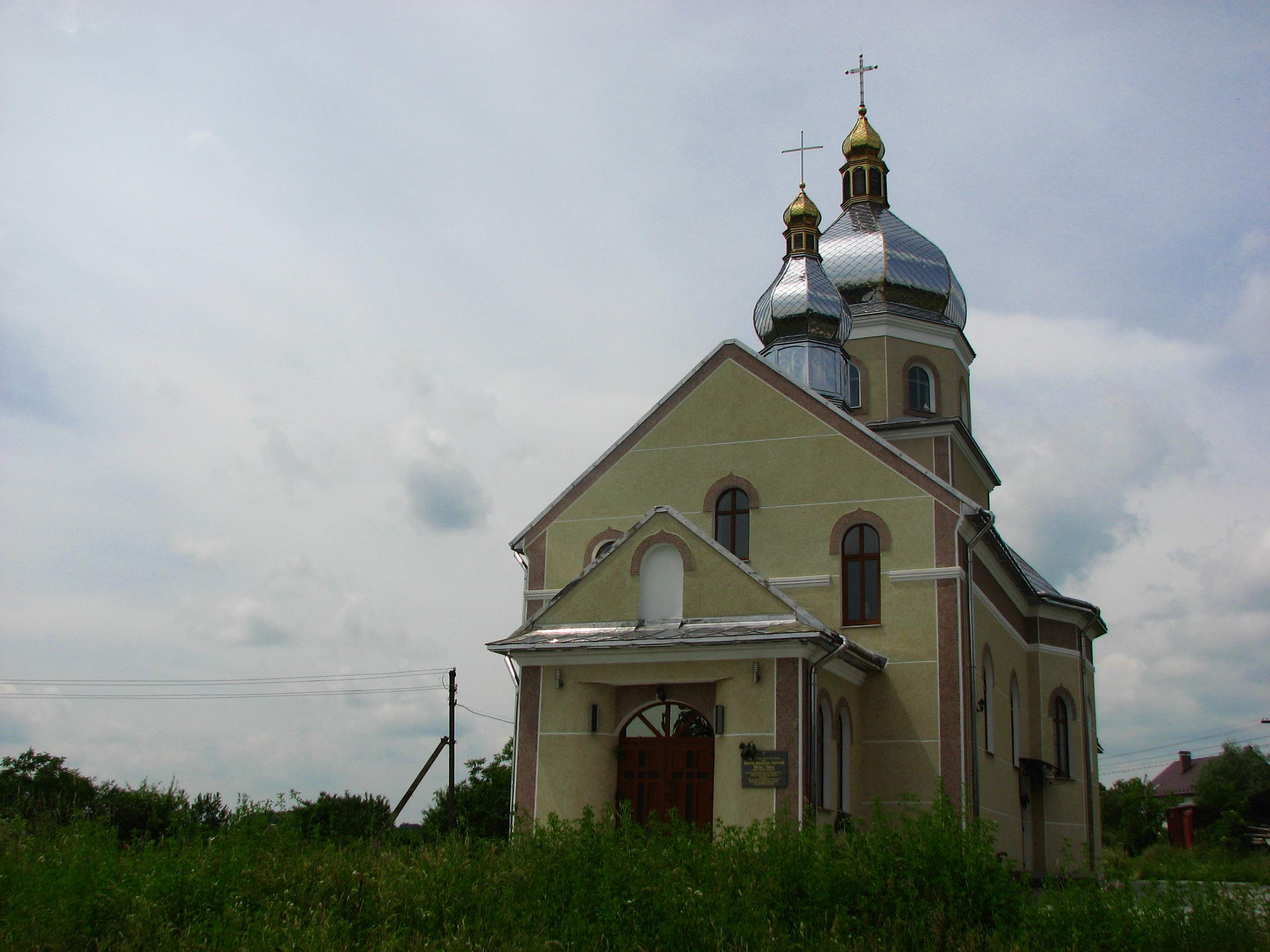
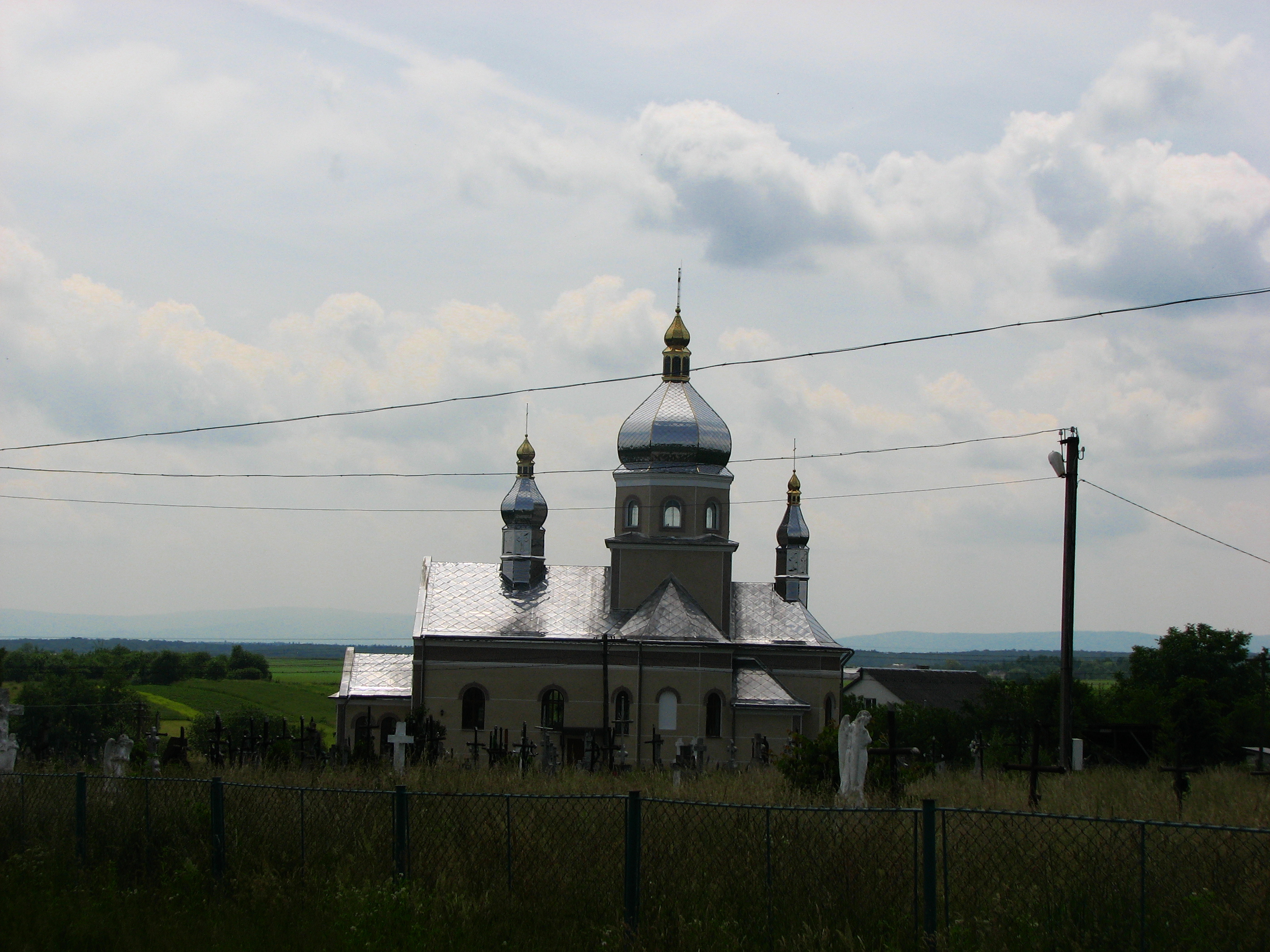

## Населення

### Мова
Розподіл населення за рідною мовою за даними перепису 2001 року:
| Мова       | Кількість | Відсоток |
| ---------- | --------- | -------- |
| українська | 494       | 100%     |